# Diogo Homem

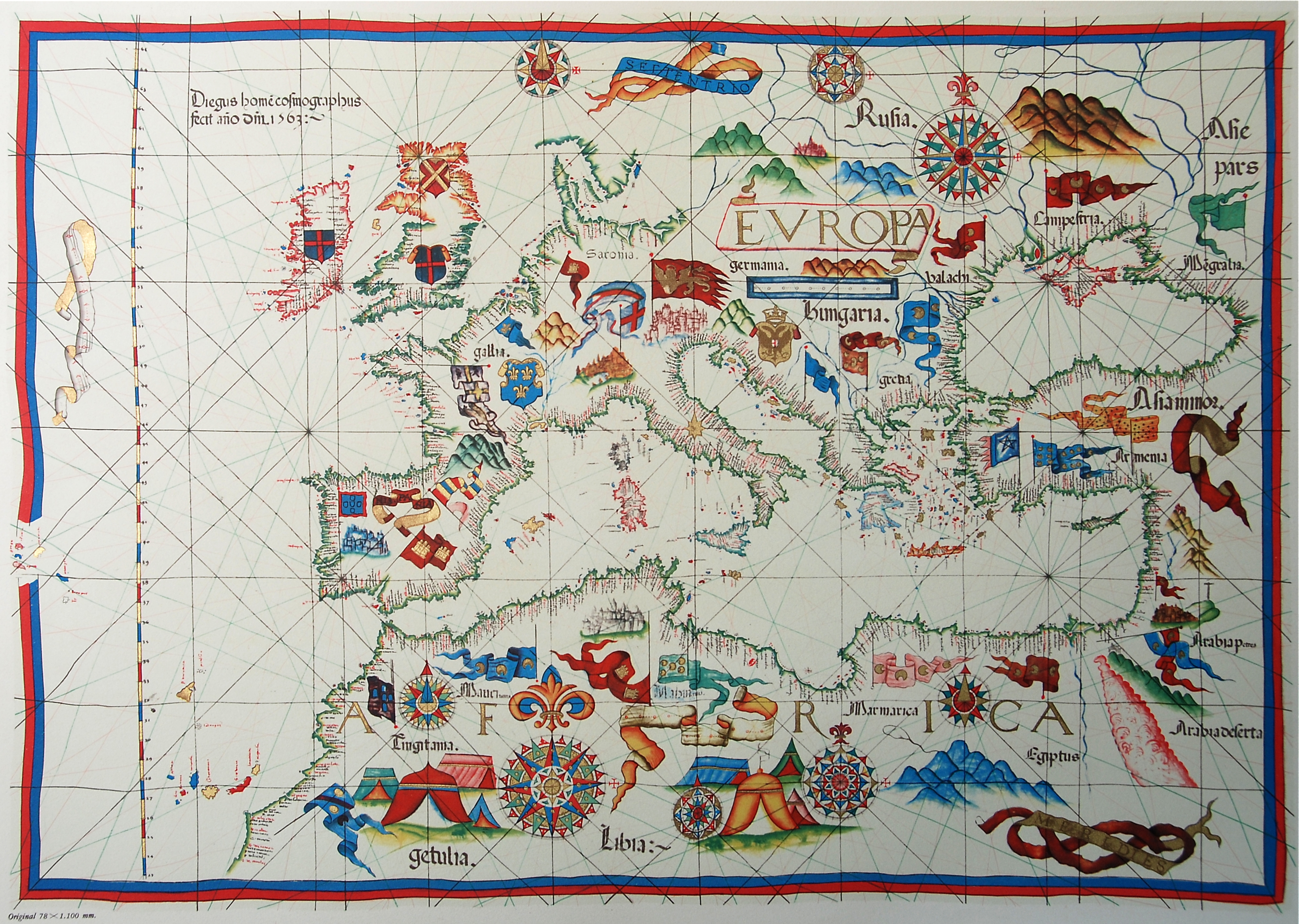
Portulano de Diogo Homem, 1563.

Diogo Homem (n. 1520 ou 1521 - f. 1576) foi um cartógrafo português.

## Biografia
Era filho de Lopo Homem e provavelmente primo de André Homem, ambos cartógrafos portugueses.
Viveu grande parte da sua vida como refugiado em Inglaterra, após ter sido condenado a pena de degredo numa das praças portuguesas de Marrocos, pelo crime de homicídio.

## Obra
A sua obra cartográfica foi produzida entre 1557 e 1576, destacando-se o chamado "Atlas de Diogo Homem", com vinte e nove páginas manuscritas em pergaminho iluminado. Dele conhecem-se as seguintes cartas:
- 1558 - "América Meridional" - actualmente no Museu Britânico (Londres), integra o "Atlas de Diogo Homem" e exibe a América do Sul e as Antilhas.
- 1558 - "América do Sul" - actualmente na Biblioteca Nacional de França (Paris), integra o "Atlas de Diogo Homem" e caracteriza-se pela grande imprecisão no traçado da América do Sul, onde a porção sul do Brasil foi muito distendida para leste e a representação dos acidentes geográficos nem sempre é precisa. A nomenclatura abundante dos acidentes geográficos da costa contrasta com a ausência total de informações sobre o interior. Encontram-se assinalados o mar das Antilhas, o Peru, a Argentina, a "Terra dos Incas" e o estreito de Magalhães.
- 1568 - "América do Sul II" - actualmente na Biblioteca Pública de Dresden, integra o "Atlas de Diogo Homem" e constitui-se de duas folhas. A inscrição "Mvndnvs" significa "Mundo Novo" e designa a América do Sul. Outras legendas indicam que o "Mundo Novo" compunha-se de "Brasilis" e "Terra Argentea", a primeira de Portugal, representada por seu escudo, a outra, mais ao sul, sob o domínio de Castela, cujo escudo também está assinalado. Estas cartas são iluminadas com cenas da terra selvagem: no Brasil aparecem várias árvores, um macaco e uma cena de antropofagia com a seguinte advertência: "Canibales: Antropophagorum Terra". Embora a nomenclatura no litoral seja abundante, o interior encontra-se laconicamente indicado como "Incognita Regio" ("região desconhecida").
- 1568 - "América do Sul III" - actualmente na Biblioteca Pública de Dresden, integra o "Atlas de Diogo Homem". Nesta carta, um escudo e duas bandeiras com as armas de Castela indicam a dominação espanhola sobre as terras da metade ocidental do continente americano. Da actual Guatemala à costa meridional do Chile, registra os pontos conhecidos à época, quando os espanhóis já se encontravam estabelecidos na região das Antilhas e no México e em pontos-chave do istmo centro-americano, da região dos Andes e da bacia do rio da Prata. Acima do Trópico de Capricórnio aparecem a "Acaratin Terra" e o "desertu magnum"; abaixo dele o "Quirindorú Terra". Na altura do Peru, com destaque nesta carta, está representada uma porção da Cordilheira dos Andes. Para a direita, encontra-se o traçado sinuoso do rio Amazonas, cujas nascentes se indicam numa lagoa abaixo da linha do Equador.
- carta na Biblioteca Vittorio Emanuele (Roma).